# Стільська
Сті́льська — комплексна пам'ятка природи місцевого значення в Україні. Розміщена в межах Миколаївського району Львівської області, між селами Стільсько та Ілів. 
Площа 515 га. Оголошена рішенням Львівської облради від 8.12.1999 р, № 226. Перебуває у віданні Стрийського ДЛГ, Роздільське лісництво. 
Статус надано для збереження ділянки лісу з буковими насадженнями природного походження, розміщеного на пагорбах Львівського Опілля. На її території міститься частина Стільського городища — одного з найбільших у центрально-східній Європі городища ІХ—ХІ ст.

## Світлини

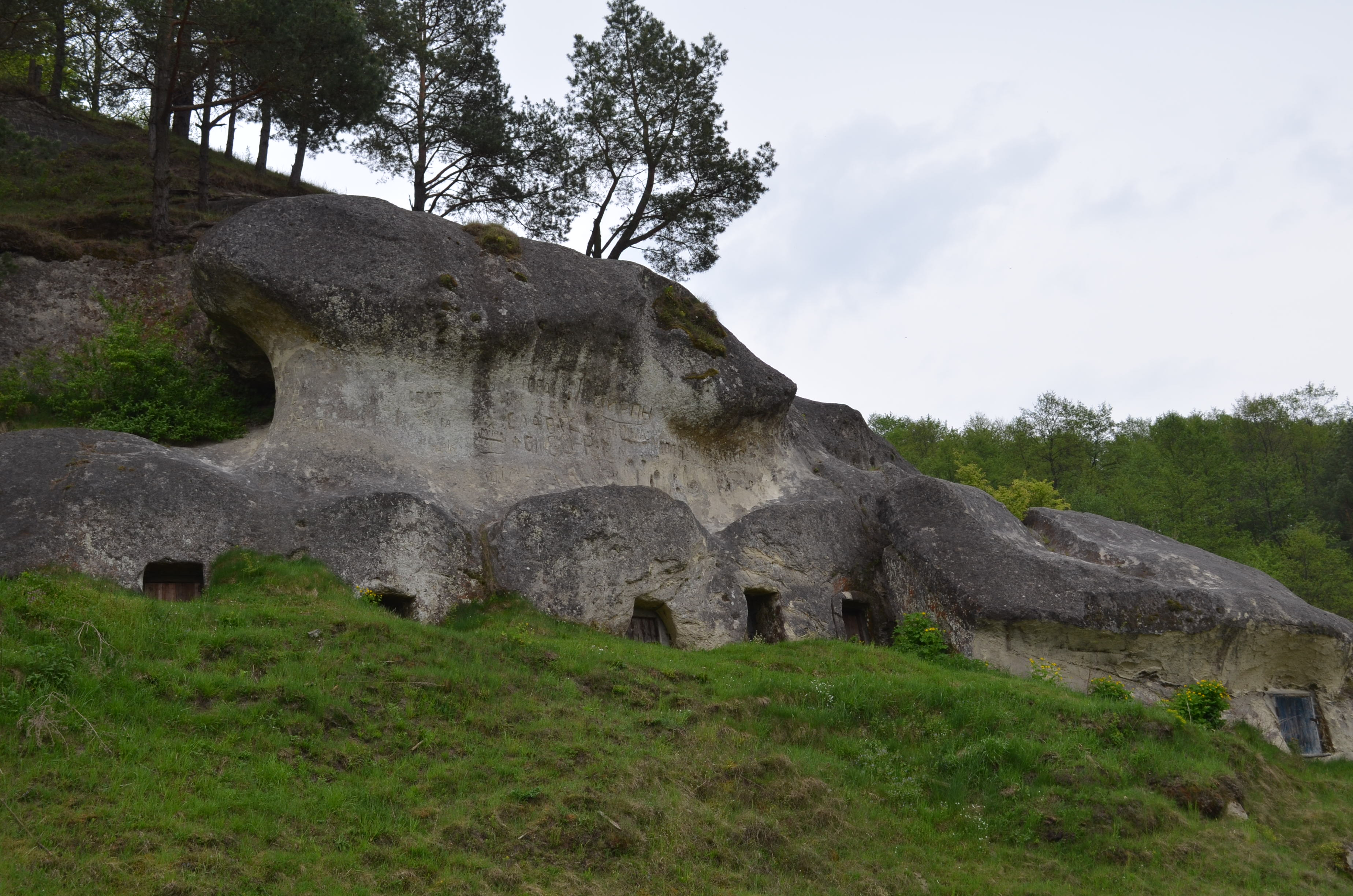
Городище
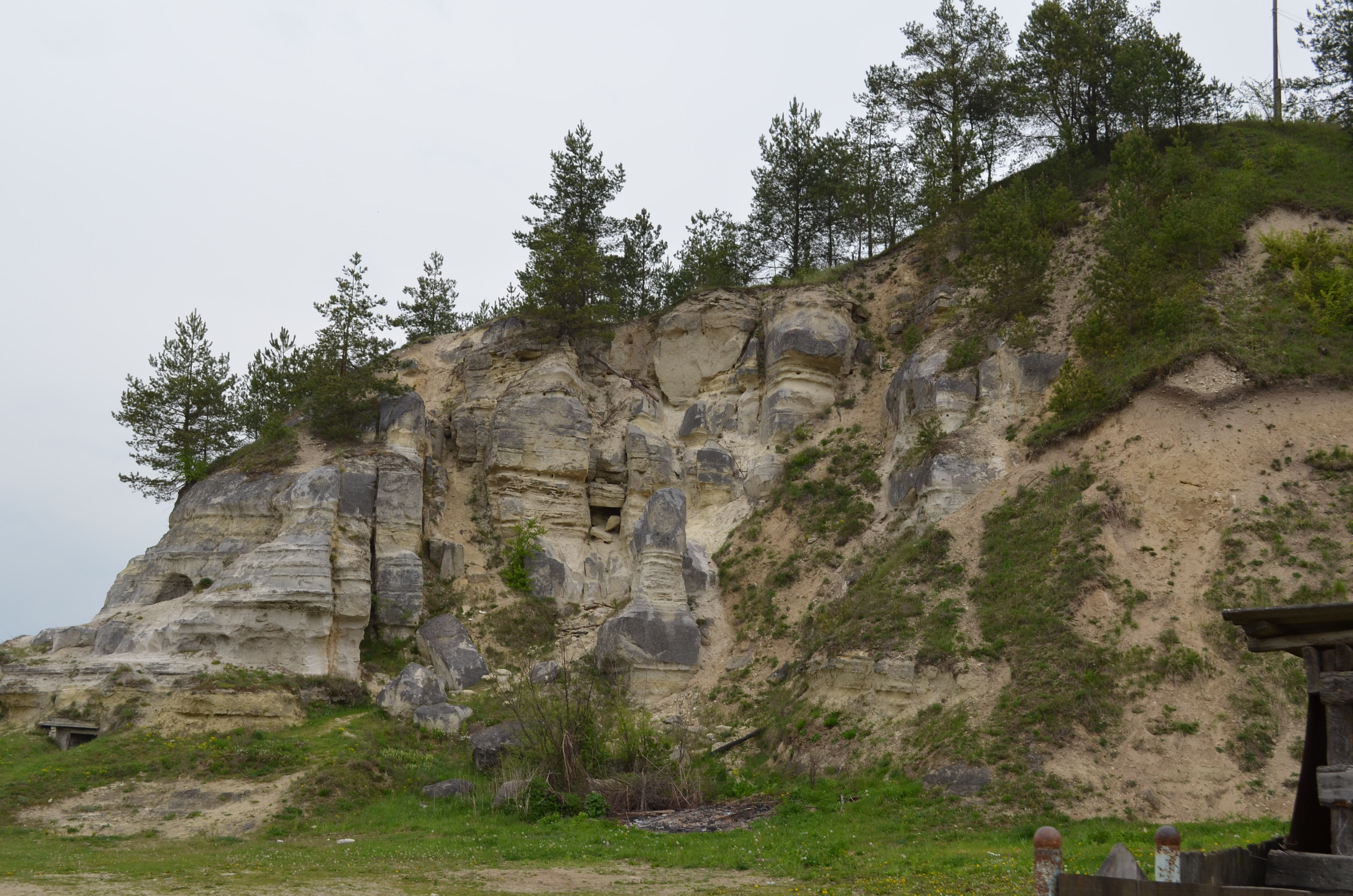
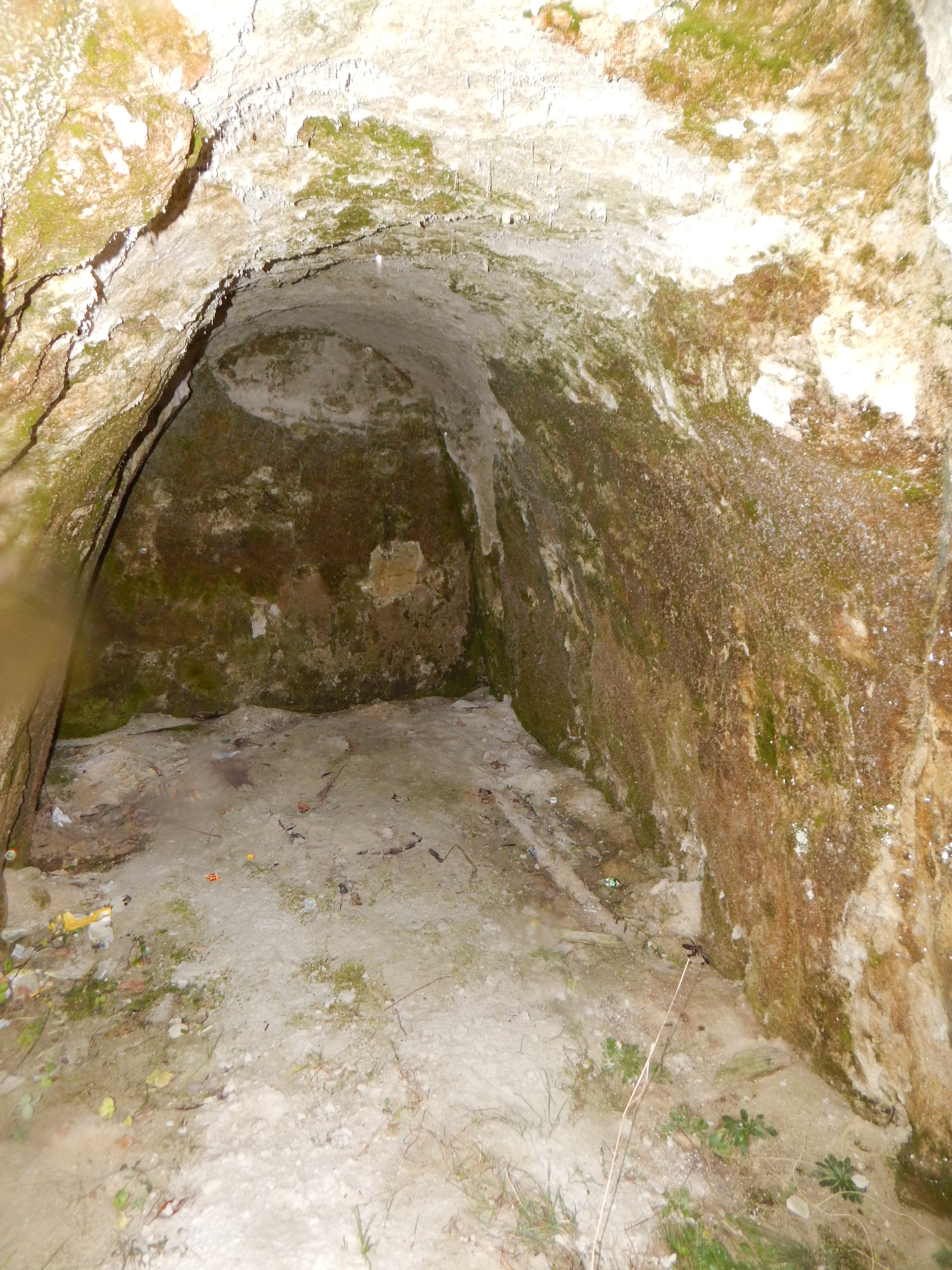
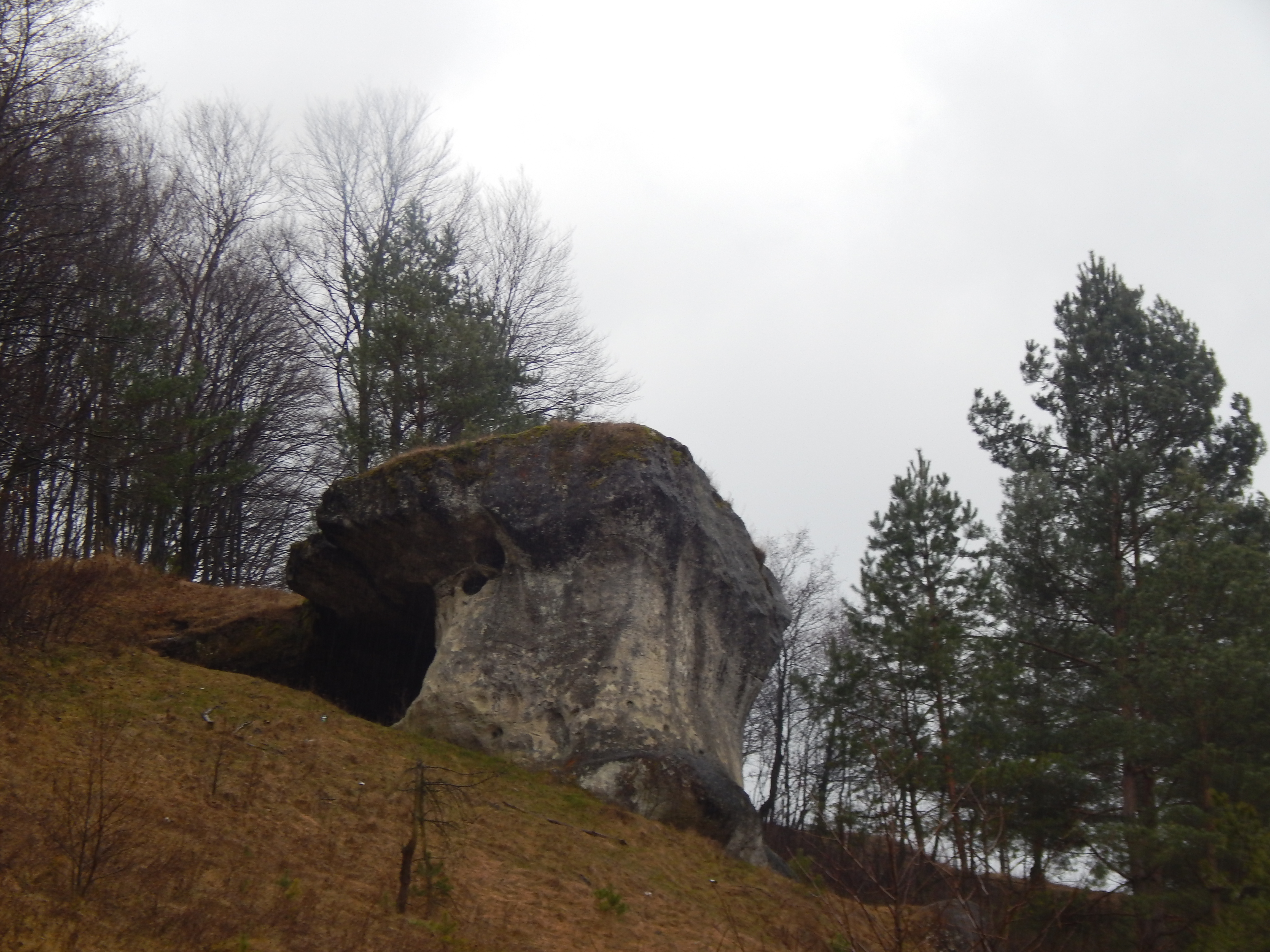